# Perrot Turmuhren und Läuteanlagen
Die Perrot Turmuhren und Läuteanlagen ist ein Unternehmen aus Calw in Baden-Württemberg, Deutschland.

## Geschichte
Das Unternehmen wurde im Jahre 1860 in Calw gegründet und bestand 2020 in der fünften Generation. Ursprünglich stammte die Familie aus Frankreich. Sie gehörte zu einer Gruppe von Waldensern, die Herzog  Eberhard Ludwig von Württemberg ab 1699 aufnahm, wodurch im Herzogtum neue Berufe wie Seidenweber, Strumpfwirker, Perückenmacher, Hutmacher und Parfümeriehändler und Uhrmacher Verbreitung fanden. Unter Anderen absolvierte Hermann Hesse, im Juni 1894 beginnend, ein 15 Monate dauerndes Praktikum bei der Firma.
Im Jahre 1993 übergab Heinrich I. Perrot das Unternehmen an drei seiner vier Söhne. Die Fertigung der Uhren und Läuteanlagen in dem Betrieb umfasst  Design, Entwicklung, Konstruktion, Mechanische Fertigung, Schlosserei und Schmiede, Elektronik und Elektrik und die Lackiererei. Firma Perrot fertigte die größte Turmuhr der Welt auf dem zentralen Wolkenkratzer der Abraj Al Bait Towers, dem sogenannten Mecca Royal Clock Tower Hotel, in Mekka Saudi-Arabien. Diese wurde 2011 vom saudischen König Abdul Aziz eingeweiht. Im Jahre 1999 wurde die Turmuhrenfabrik Bernhard Zachariä aus Leipzig übernommen.

## Produkte

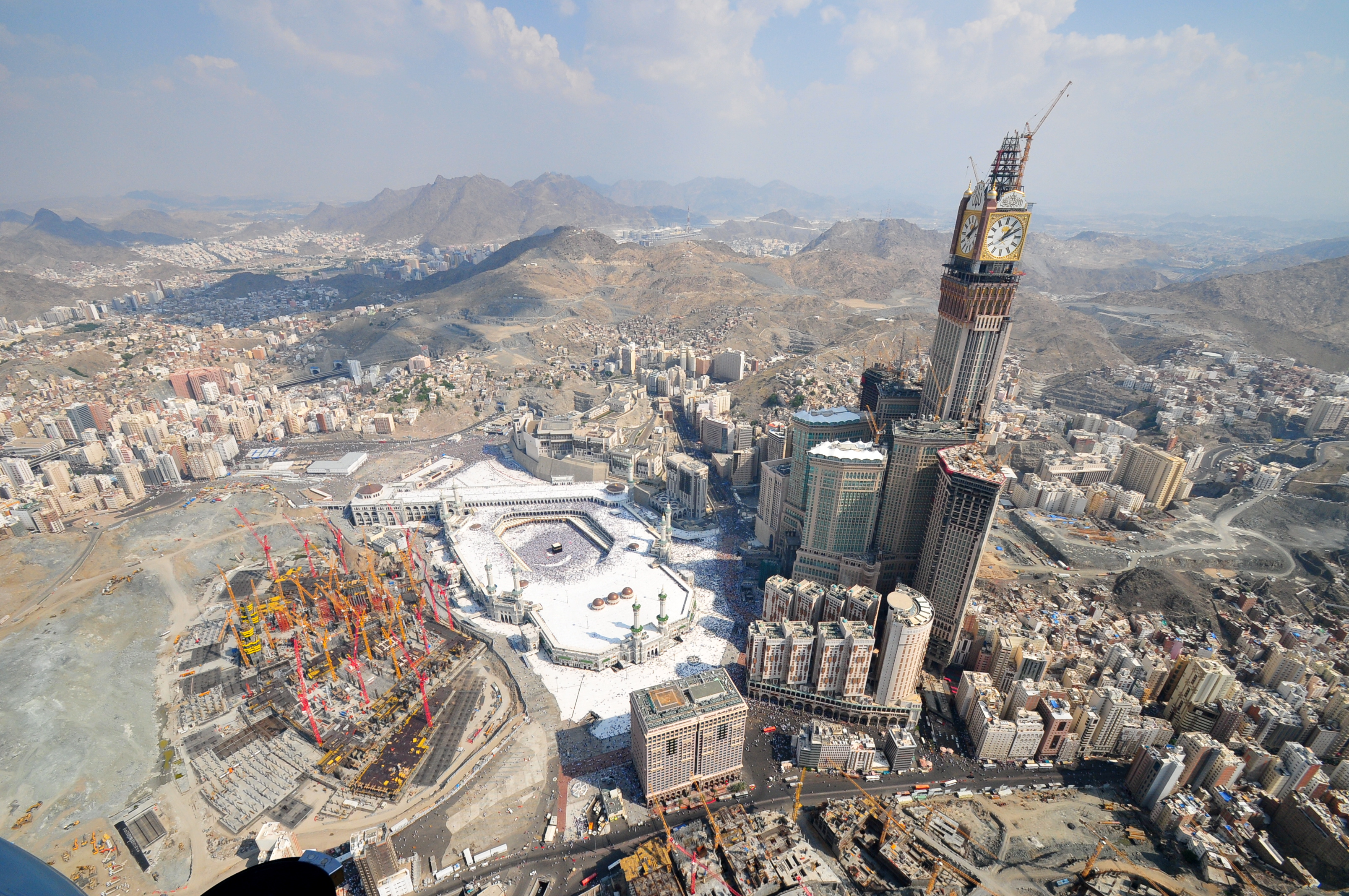
Größte Turmuhr der Welt am Mecca Royal Clock Tower Hotel in dem Abraj Al Bait Towers Hochhauskomplex in Mekka

- Turmuhren
- Läuteanlagen
- Glockenanlagen
- Glockenspiel
- Sonderuhren
- Turmzieren